# 莫科里托河
莫科里托河是俄羅斯的河流，屬於皮亞西納河的左支流，由克拉斯諾亞爾斯克邊疆區負責管轄，河道全長310公里，流域面積4,500平方公里，發源自北西伯利亞低地，河水主要來自雨水和融雪，每年十月至翌年六月結冰。